# پل رودیش
پل رودیش (انگلیسی: Paul Rudish؛ زادهٔ ۲۷ سپتامبر ۱۹۶۸) پویانما، نویسنده و صداپیشه اهل ایالات متحده آمریکا است. وی از سال ۱۹۹۱ میلادی تاکنون مشغول فعالیت بوده‌است. وی برندهٔ جوایزی همچون جوایز امی ساعات پربیننده شده‌است.